# 선진여행사
선진여행사(先進旅行社)는 선진그룹 계열의 관광업체이다. 본사는 경기도 평택시 이화로 2223 (죽백동)에 있다. 같은 계열사로는 에어팰리스, 선진고속관광이 있으며, 관광업 사업을 주력으로 하고 있다.

## 같이 보기
- 에어팰리스
- 선진고속관광